# Davle-Libřice (železniční zastávka)

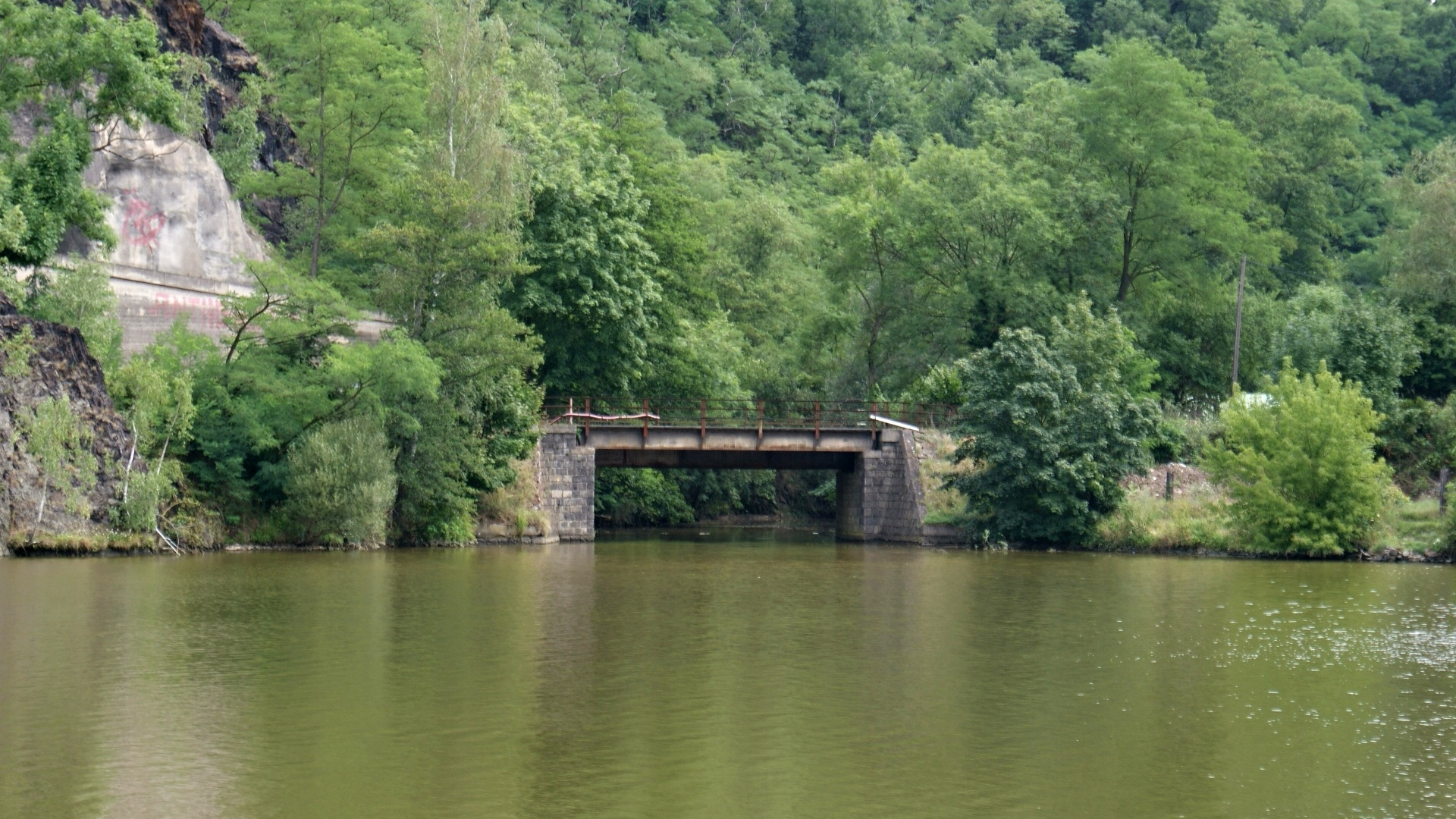
Železniční most přes ústí Zahořanského potoka a prostor zastávky Libřice z protějšího břehu Vltavy

Davle-Libřice (dříve Libřice) je bývalá železniční zastávka v lokalitě Na Libřici na železniční trati 210 z Prahy do Čerčan (30,9 km).

## Poloha zastávky
Byla situována v obvodu městyse Davle.
Ve směru na Čerčany následovala za železniční zastávkou Skochovice a před nádražím v Davli. Ze severu ji ohraničoval Libřický tunel a na jihu Davelský tunel. Vzhledem k malé vzdálenosti mezi oběma tunely byla jako nástupiště využita i část mostu přes Zahořanský potok. U zastávky je železniční přejezd silnice z Davle do Záhořanského údolí. Pod jižním portálem Libřického tunelu ústí do Vltavy Zahořanský potok. Zahořanský potok zároveň tvoří hranici mezi obcí Oleško (Březová-Oleško) a městysem Davle: Libřický tunel leží v katastru Oleško-Zvole, zatímco Davelský tunel v katastru městyse Davle. Pod severním portálem Davelského tunelu u silnice ze Záhořanského údolí do Davle jsou vidět budovy bývalé loděnice, na jejímž místě je dnes stánek s občerstvením.

## Provoz zastávky
Provoz na úseku trati 210 mezi Skochovicemi a Jílovým u Prahy byl zahájen 1. 5. 1900. V závěru II. světové války bylo 6 tunelů na trati využito pro německou zbrojní výrobu. 18. 6. 1944 byl proto ukončen provoz na úseku trati 210 mezi Skochovicemi a Jílovým u Prahy. V Libřickém a Davelském tunelu byla dislokována montážní pracoviště pro výrobu součástek k letadlům a vojenským vozidlům německé továrny OMEGA. Pracoviště v Libřickém a Davelském tunelu byla označena jako OMEGA II. Vedení závodu bylo umístěno v budově nádraží Davle. Tunely byly tepelně izolovány a opatřeny vraty k ochraně proti leteckým útokům. Na hlavicích kolejí byly osazeny stroje. Totálně nasazení dělníci byli ubytováni v Záhořanském údolí. Po válce byla zařízení odvezena do pražské Avie, odstraněna vrata, izolace a podlahy z obou tunelů a provoz na trati obnoven v červenci 1945.
Zastávka byla již v předválečném období až do 60. let 20. století využívána trampy a chataři v chatových osadách v Záhořanském údolí. V provozu byla do 1. května 1975. Zastávka Libřice patřila k významným cílům trati Posázavský Pacifik.

## Zrušení zastávky
Zastávka Libřice byla dočasně zrušena ke dni 27. července 1975 návazně na stavební úpravy tunelů na trati. V rámci úprav zastávka sloužila jako zařízení staveniště. Pro transport materiálu z tunelů byla zřízena výsypka a úzkorozchodná drážka.
Kromě celkové údržby byly rekonstruované profily tunelů zvyšovány pro uvažovanou elektrizaci (dodnes nerealizovaná). V průběhu rekonstrukce Davelského tunelu došlo ke smrtelnému úrazu, který připomíná pamětní deska umístěná v tunelu.
Po skončení úprav tunelů již nebyl provoz železniční zastávky Libřice obnoven. Ze zastávky se zachovala dřevěná budka sloužící jako pokladna pro prodej jízdenek. Do roku 2016 existenci zastávky připomínalo i zvláštní řešení mostu přes ústí Zahořanského potoka u jižního portálu Libřického tunelu, na jehož straně směrem k Vltavě se zachovalo dřevěné nástupiště. V říjnu 2016 byl most zbořen a nahrazen novým.
V rámci stavebních úprav trati v 70. a 80. letech 20. století byl k jižním konci Libřického tunelu a k severním konci Davelského tunelu přistavěn betonový portál. Tím se výrazně změnil vzhled tunelů v pohledu z kolejiště i vzhled prostoru bývalé zastávky Libřice. Dřevěná budka je v současnosti téměř rozpadlá a částečně vyhořelá.

## Galerie

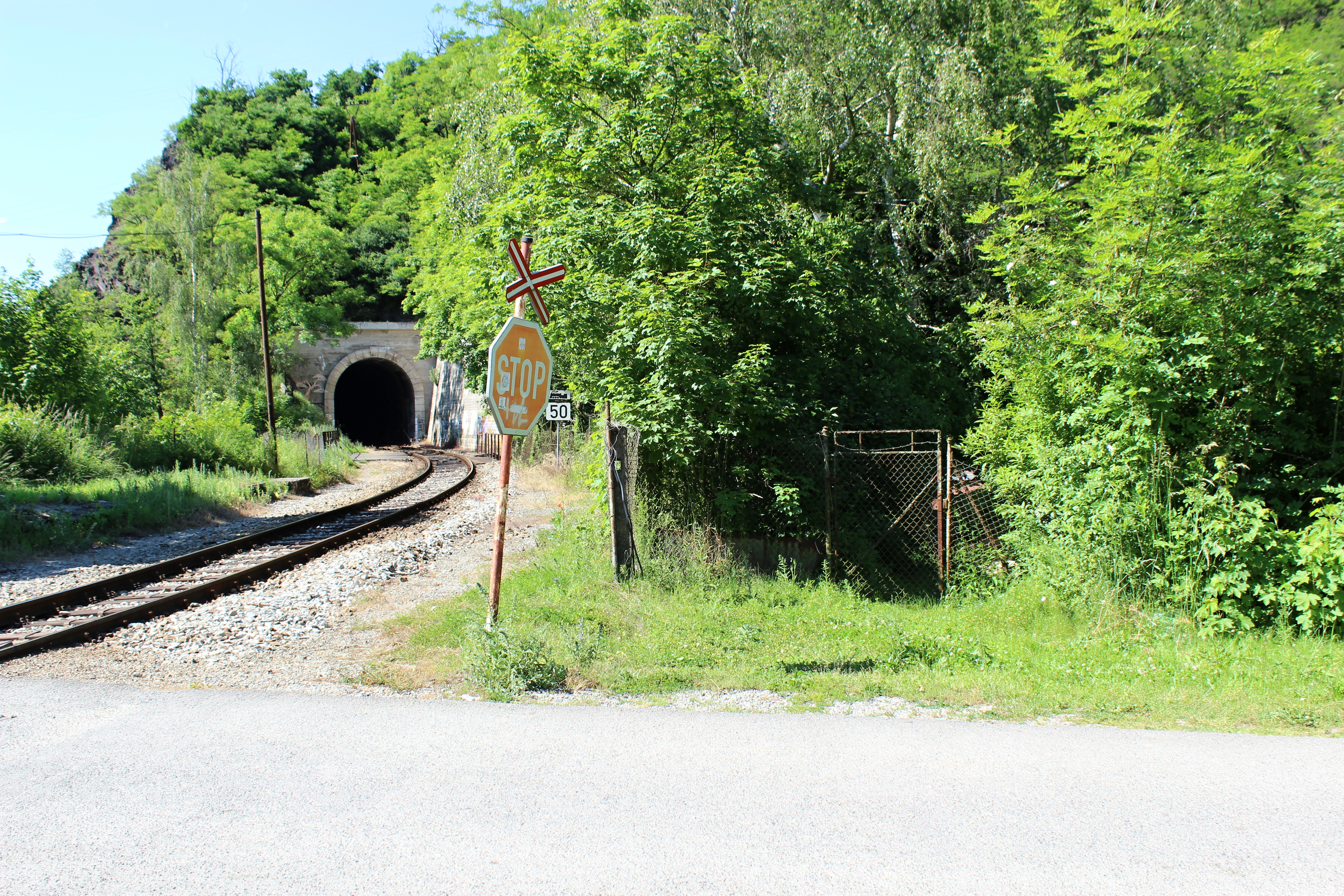
Libřický tunel a prostor bývalé železniční zastávky z nechráněného přejezdu
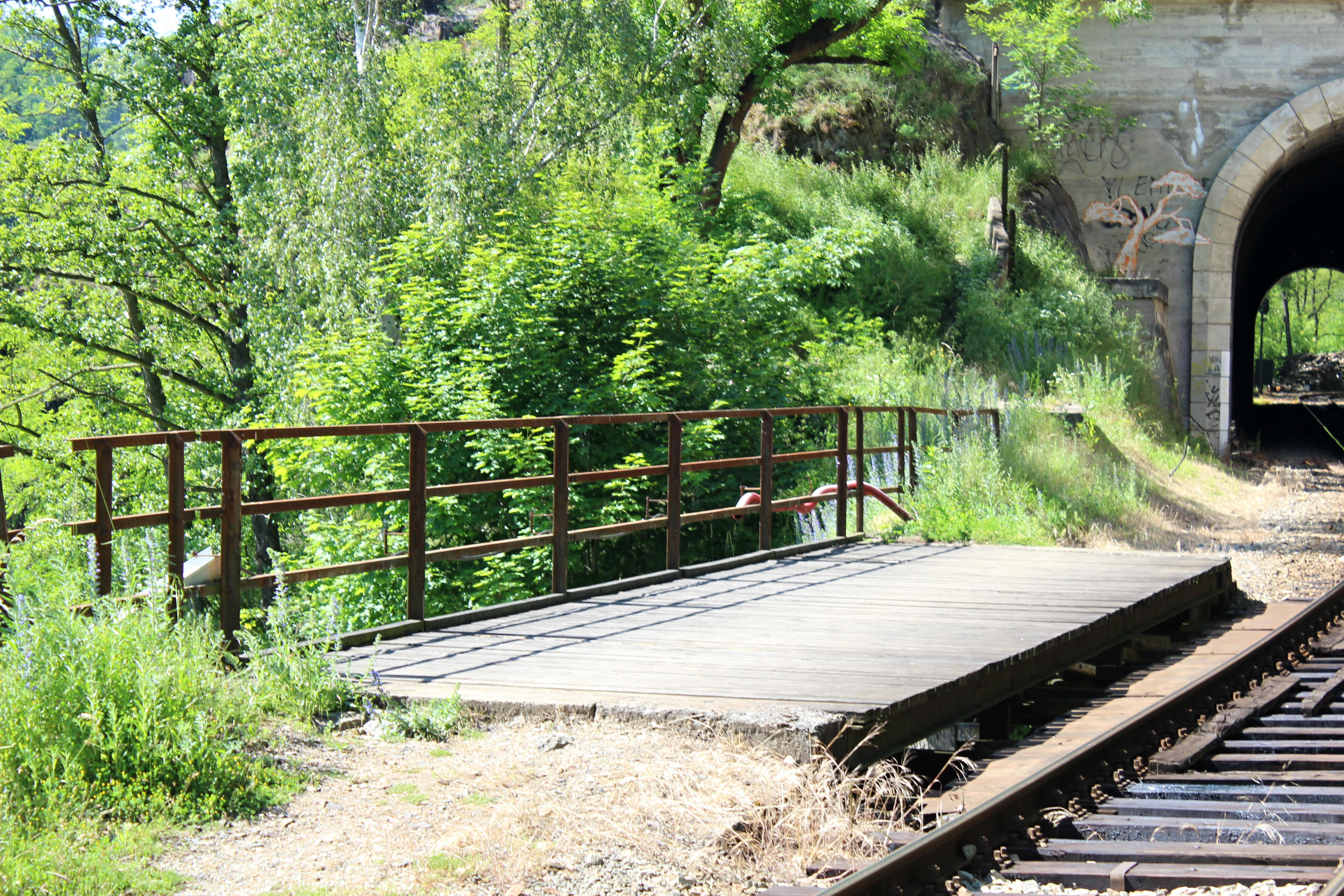
Pohled na nástupiště na mostě
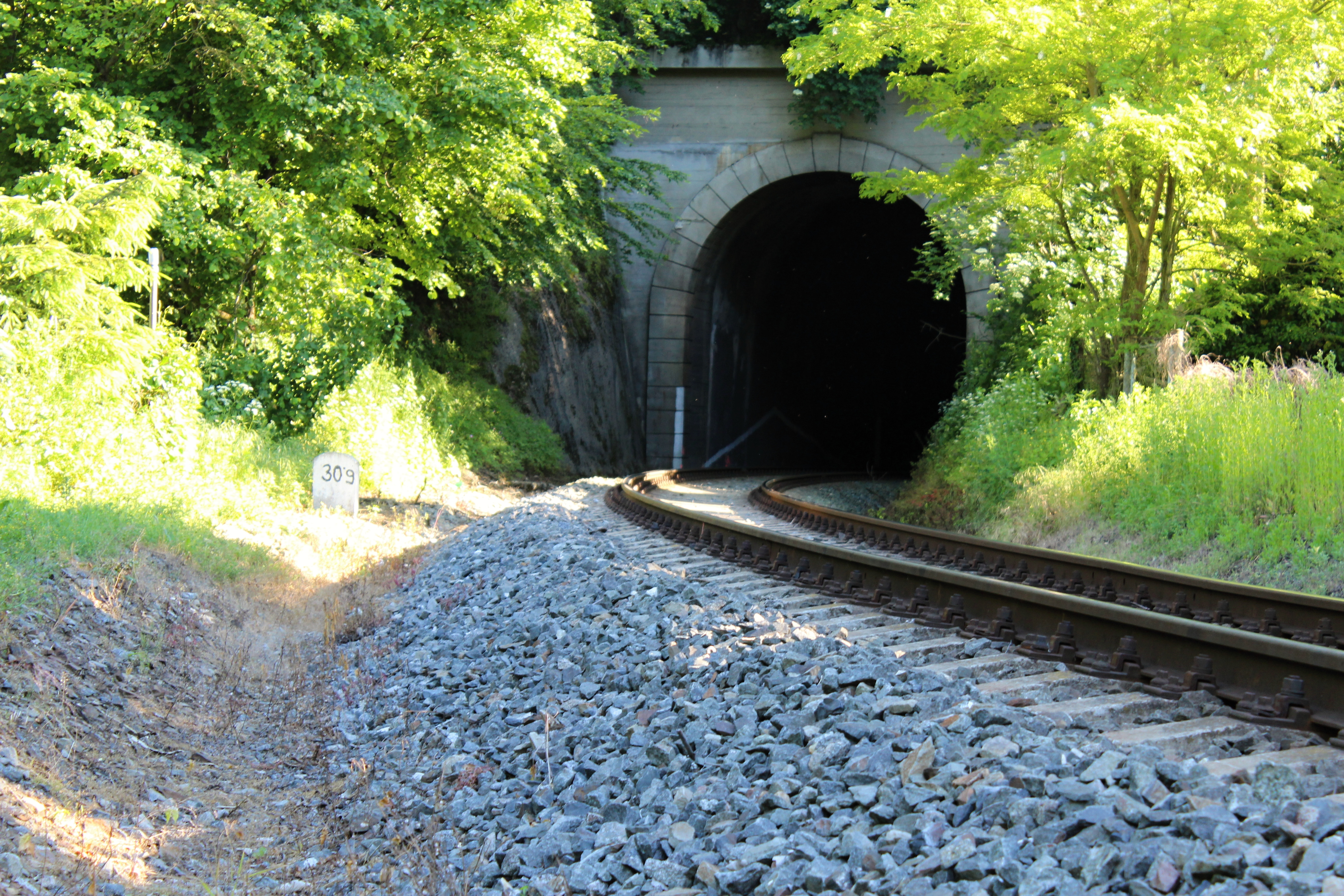
Davelský tunel s kilometrovníkem 30,9
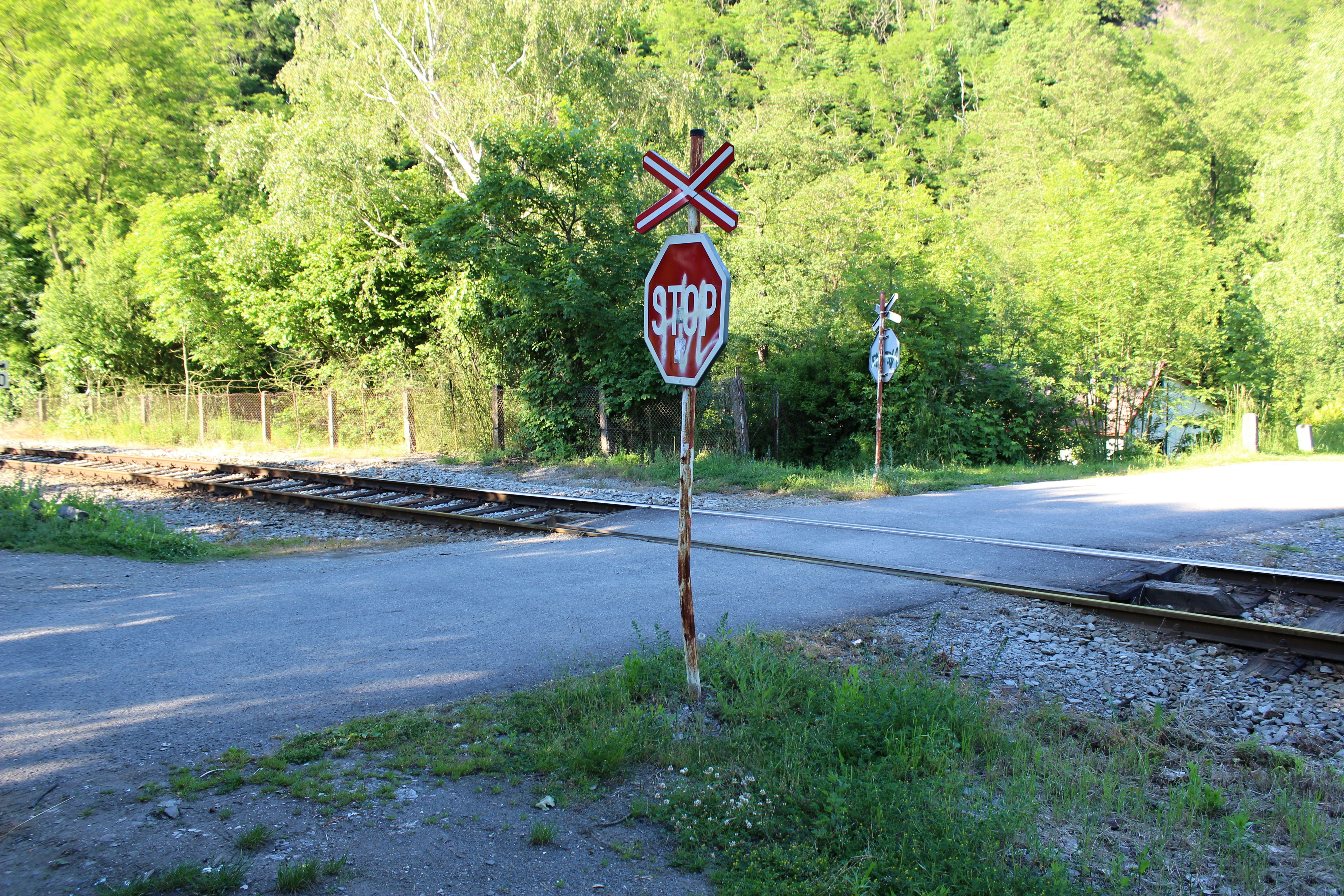
Nechráněný přejezd v prostoru bývalé zastávky Libřice
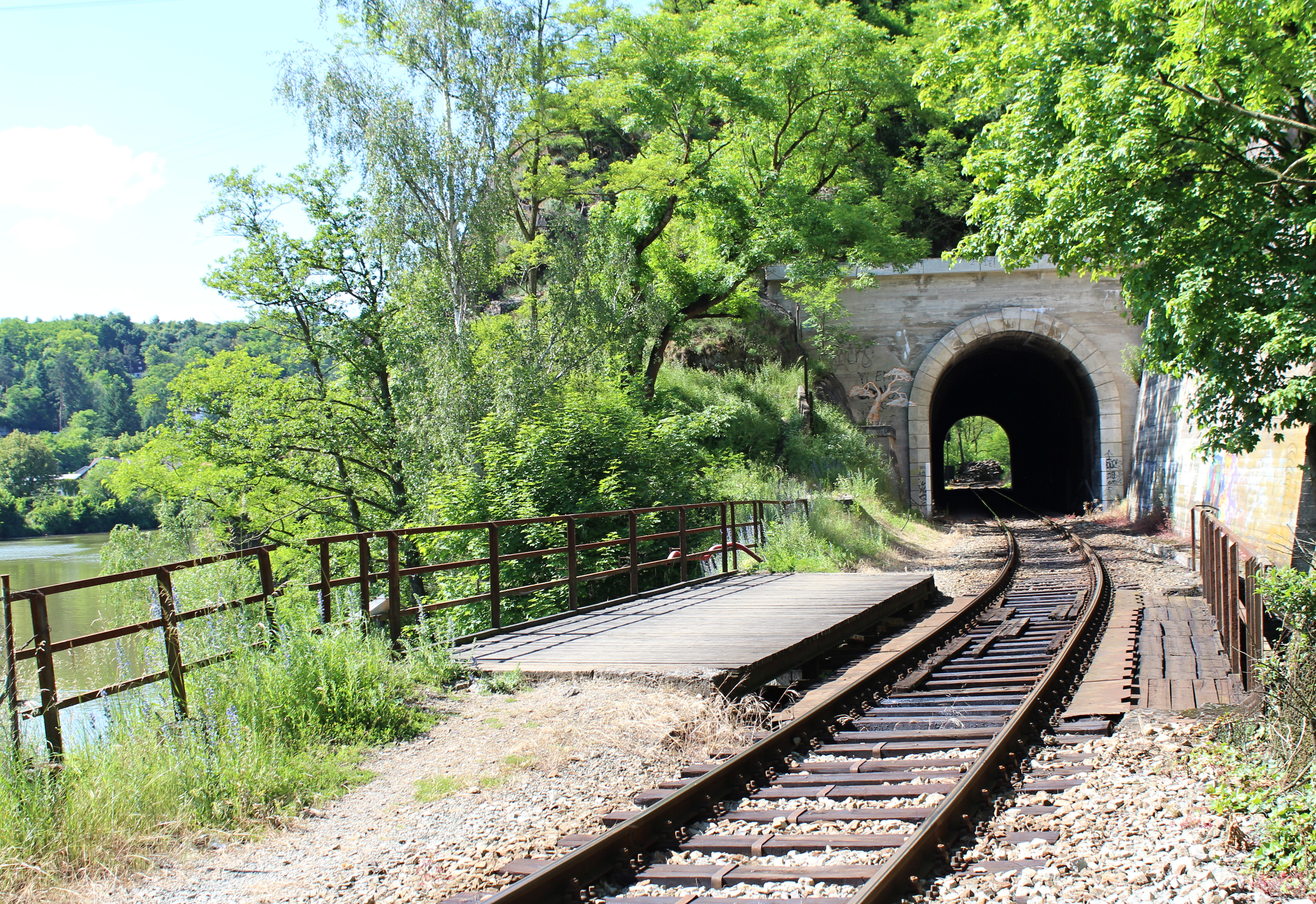
Libřický tunel s mostem přes ústí Zahořanského potoka.